# Cyprinella callitaenia
Cyprinella callitaenia é uma espécie de peixe actinopterígeo da família Cyprinidae.
Apenas pode ser encontrada no seguinte país: Estados Unidos da América.